# بیت راماتوآ
بیت راماتوآ نام مکانی است که تنها یکبار و در جریان ششمین لشکرکشی سارگون دوم در سال ۷۱۶ پیش از میلاد در منابع میخی ذکر شده‌است. در یک متن این نام به‌صورت «بیت راماتیا» نوشته شده‌است، در حالی که در متن موازی به‌صورت «بیت راماتوآ» هجی شده‌است.
تنها مکان مناسبی که می‌توان برای بیت راماتیا پیشنهاد داد جایی است که ناحیه پایین رود نیز خوانده می‌شود و با آرازیاش ناحیه بالارود تلاقی دارد. به دلیل اتحاد و ارتباط آن با خارخار و همچنین با ماد، باید آن را در دره گمشاب (یا یکی از انشعاب‌های آن) جایی در شرق بیستون امروزی جستجو کرد.
رامتیا دوبار به عنوان نام شخصی ذکر شده‌است. نخستین راماتیا در متن شکسته شده سالنامه تیگلات پیلسر سوم ذکر شده و گفته شده که اهل آرازی است.
زمینه و پارچوب مناسب با حکومت ایرانیان مرکزی غرب در بالا شرح داده شد و اگر آرازیش را بازسازی کنیم، ایالتی در بالا رود داریم که در متون سارگون، با بیت راماتیا ارتباط دارد.
دومین راماتیا در سالنامه در اسار حدون به عنوان یک مادی و رئیس شهر اوراکازابارنا ذکر شده‌است.